# Spring Silkworms
Spring Silkworms (春蠶T, 春蚕S, ChūncánP) è un film del 1933 diretto da Cheng Bugao.
Film muto cinese, la cui sceneggiatura fu scritta da Cai Chusheng e Xia Yan, adattandola al romanzo, dello stesso titolo, dell'autore Mao Dun.
Oggi è considerato uno dei primi film del movimento progressista della Shanghai degli anni '30.

## Trama
Il film racconta la storia di una famiglia povera di allevatori di bachi da seta nella provincia di Zhejiang, che soffrono stenti e privazioni quando il loro raccolto di bozzoli muore. Il film critica non solo le dure condizioni di mercato che hanno costretto la famiglia nella povertà, ma proprie superstizioni della famiglia e l'egoismo.
Il vecchio Bao Tong è il patriarca della famiglia, si rifiuta di acquistare razze estere di bachi da seta per il suo raccolto. Le condizioni di mercato sono dure e nonostante gli sforzi, la sua famiglia ha messo in allevamento il baco da seta, i bozzoli del secondo raccolto riusciranno a spuntare un prezzo sul mercato. Il film presenta anche una sottotrama in cui una donna sposata, Lotus, è messa al bando dalla famiglia di Bao Tong per essere una presunta portatrice di iella.